# Тубкаль (национальный парк)
Тубкаль — национальный парк в районе горного хребта Высокий Атлас в Марокко. Находится в 70 километрах от города Марракеша. Основан в 1942 году и занимает территорию площадью 380 км2. Наивысшей точкой парка является гора Тубкаль высотой 4167 метров.
В октябре 2012 года некоторые издания писали о уничтожении салафитами древнего петроглифа на территории парка, на котором было изображено солнце как божество.